# Фернандо III (король Кастилии)

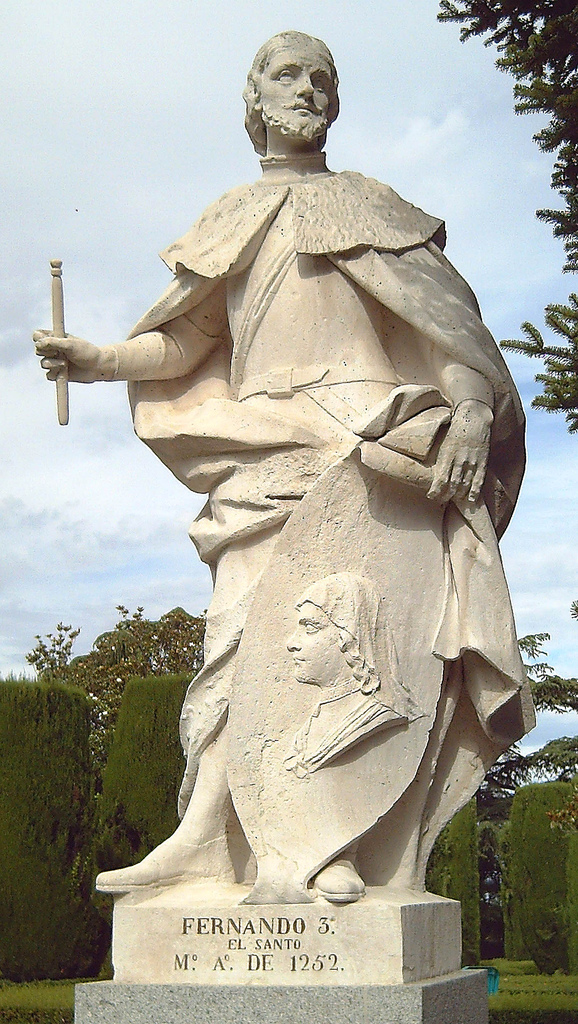
Статуя Фердинанда III Кастильского в Мадриде.

Фернандо III Святой (Святой Фернандо Кастильский; исп. Fernando III de Castilla, el Santo; 5 августа 1199, Самора, Кастилия и Леон или Q1776217?, Кастилия и Леон — 30 мая 1252, Севилья) — король Кастилии, Толедо и Эстремадуры с 1217 года, король Леона и Галисии с 1230 года; старший сын Альфонсо IX от второго брака с Беренгарией Кастильской.
Фернандо окончательно объединил в своих руках Кастилию, Леон и Галисию, образовав единое королевство Кастилия и Леон. Во время своего правления Фернандо активно проводил реконкисту, завоевав практически все мусульманские государства на юге Пиренейского полуострова, присоединив их к своим владениям. В 1671 году Фернандо был канонизирован. Его память Католическая Церковь празднует 30 мая.

## Биография

### Правление
Фернандо был старшим сыном короля Леона и Галисии Альфонсо IX и его второй жены Беренгелы (Беренгарии). После смерти в 1217 году короля Кастилии Энрике I, не оставившего законнорождённых детей, Кастилию унаследовала Беренгела, передавшего королевство под управление Фернандо. При этом Беренгеле и Фернандо пришлось воевать с графом Альваро Нуньесом де Лара, который предъявил права на Кастильскую корону. В августе 1217 года Альваро Нуньес был захвачен, а королём был признан Фернандо, которого поддержала часть знати и высшее духовенство. Лидеры оппозиции из рода Лара бежали в Севилью.
Свои права на Кастилию предъявил также отец Фернандо, король Леона Альфонсо IX, желавший присоединить Кастилию к своим владениям. Однако армия Альфонсо была разбита под Бургосом. А 26 августа 1218 года Фернандо и Альфонсо заключили мирный договор в Торо, в котором также договорились об объединении своих сил против мавров.
Как самостоятельный правитель Фернандо поставил своей целью завоевание владений мусульманских правителей в Испании. Уже в 1225 году он предпринял поход в мусульманские владения, завоевав Андухар и ряд других владений неподалёку от Кордовы. Однако осада Кордовы оказалась неудачной. В то же время Фернандо показал себя умелым дипломатом. Он вмешался в междоусобицы в государстве Альмохадов, где помог овладеть престолом Идрису I аль-Мамуну. В благодарность аль-Мамун в 1229 году выделил кастильцам христианскую колонию в Марокко, ставшую важной военно-политической базой Кастилии в Африке.
В 1230 году умер король Леона и Галисии Альфонсо IX. Брак родителей Фернандо в своё время был расторгнут по причине близкого родства, однако при этом Фернандо был признан законнорождённым. Альфонсо IX завещал своё королевство двум дочерям от первого брака — Санче и Дульсе. Однако Фернандо это завещание оспорил, сославшись на принятые в Леоне законы о престолонаследии, согласно которым при наследовании отдавалось предпочтение мужскому потомству. В итоге Фернандо удалось урегулировать спор со своими единокровными сёстрами: он выделил им значительные денежные компенсации, а сёстры отказались от прав на Леон. В результате Фернандо был признан королём Леона и Галисии, вновь объединив их с Кастилией. Образованное единое королевство больше никогда не разделялось.
Урегулировав внутренние проблемы и увеличив свою мощь, Фернандо вновь вернулся к завоеванию мусульманских владений. В 1236 году ему наконец удалось взять Кордову, бывшую столицу Кордовского халифата.
Следующей целью Фернандо стала Мурсия, эмир которой Мухаммед-ибн-Али предложил королю Кастилии признать его своим сюзереном, взамен получив защиту от врагов. Фернандо принял предложение, после чего его сын и наследник Альфонсо подписал с Мухаммедом договор. В 1241 году войска Фернандо вступили в Мурсию, которая с этого момента оказалась в зависимости от Кастилии.
В 1246 году Фернандо захватил Хаэн, принадлежавший эмиру Гранады Мухаммаду I ал-Галибу, который был вынужден признать себя данником королей Кастилии. В итоге в руках Фернандо оказалась вся Северная Андалусия.Следующей целью Фернандо стала Севилья, причём одним из союзников короля Кастилии стал эмир Гранады. Для похода в Севилью Фернандо создал эскадру, корабли для которой были построены в кантабрийских городах по заказу Фернандо. Эта эскадра под командованием адмирала Рамона Бонифаса разгромила флот противника в устье Гвадалквивира и перекрыла снабжение города по реке. Сам же король с армией осадил город с суши, и в ноябре 1248 года город капитулировал.

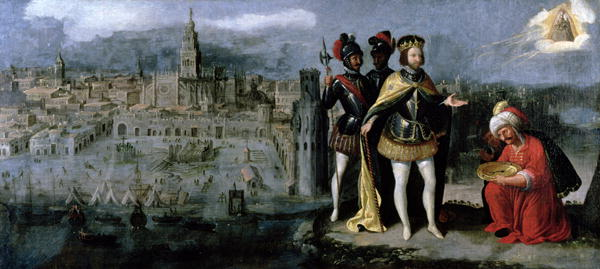
Франсиско Пачеко Севилья капитулирует перед Фернандо III

Взятие Севильи имело важное значение. Вскоре после неё Фернандо подчинился ряд городов в Южной Андалусии, в том числе Медина-Сидония, Аркос, Кадис, Санлукар. Поскольку мусульманские владения на востоке Испании были завоёваны королями Арагона, то в руках христианских правителей оказалась практически весь Пиренейский полуостров. В руках мусульман осталась только Гранада, сохранившая самостоятельность почти до конца XV века, и некоторые владения в Уэльве, которые завоевал уже Альфонсо X, сын Фернандо.

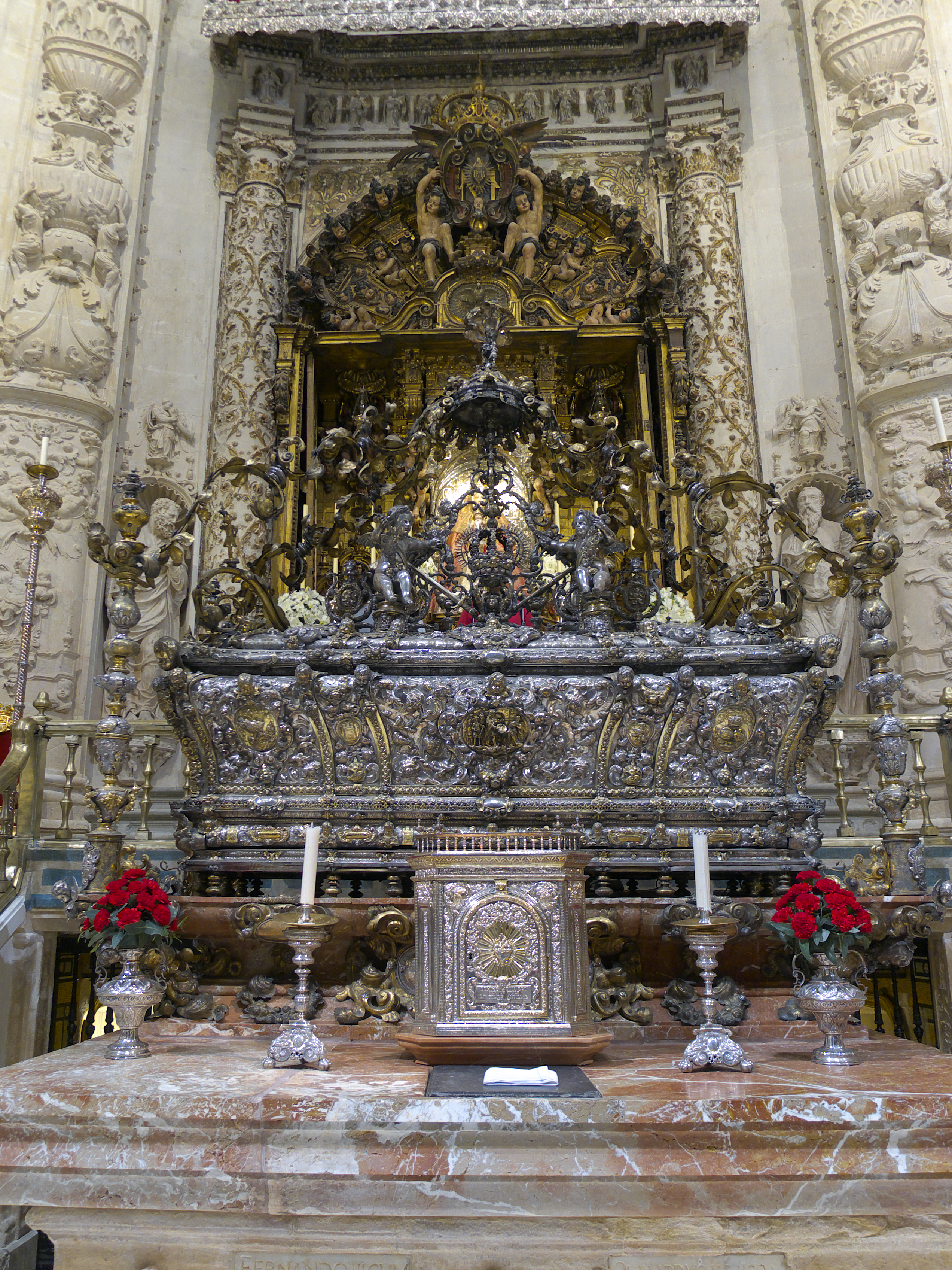
Гробница Фернандо III в Севильском кафедральном соборе

После завоевания Севильи Фернандо занялся внутренней организацией своего королевства. Понимая необходимость создания сильного флота, Фернандо основал в Севилье, в которую он перенёс столицу королевства, верфи и щедро вознаграждал мореплавателей. Также исследователи приписывают Фернандо попытку публикации кодекса законов, однако смерть помешала осуществить этот план. Кроме того, Фернандо провёл ряд реформ в системе управления королевством, даровал фуэрос ряду городов. Также Фернандо способствовал развитию университетов.
Фернандо умер 30 мая 1252 года в Севилье и был похоронен в Севильском кафедральном соборе.
Ещё современники отмечали благочестие Фернандо и его рвение в вопросах веры. В итоге 30 мая 1671 года папа Климент X канонизировал Фернандо III.

### Браки и дети
1-я жена: с 30 ноября 1219 Елизавета фон Гогенштауфен (март/май 1203 — 5 ноября 1235), дочь короля Германии Филиппа Швабского и Ирины Ангелины. Дети:
- Альфонсо X Мудрый (23 ноября 1221 — 4 апреля 1284), король Кастилии, Леона, Галисии, Толедо, Бадахоса, Кордобы, Мурсии, Хаена и Севильи с 1252, король Германии с 1257
- Фадрике (1223—1277), сеньор де Санлукар де Альбайда, Хельвес, Хисират, Абулхинар, Альпечин, Камбульон, Бренес, Риасуэла и Ла Альгеба в Андалусии 1248—1269, 1272—1277, был тайно убит по приказу Альфонсо X.
- Фернандо (1225, до 27 марта — 1248)
- Леонор (1226 — в младенчестве)
- Беренгела (1228—1279), монахиня в цистерцианском монастыре Санта Мария ла Риал в Лас Хуэльгасе
- Энрике Сенатор (1230, до 10 марта — 8 августа 1303), сеньор де Эсиха, Медельин, Атьенса, Дуэньяс, Берланга, Калатаасор и Сан Эстебан де Гормас в 1244, сеньор де Морон, Коте и Силибар в Андалузии в 1248
- Фелипе (ок. 1231, до 5 декабря — 28 ноября 1274), каноник в Сан-Сальвадор де Кампо де Мира и де Толедо, аббат в Кастрохерисе с 1243, аббат в Вальядолиде, избранный епископ Осмы в 1245, аббат в Коваррубиасе с 1248, избранный архиепископ Севильи в 1249. В 1258 году оставил церковную карьеру, чтобы жениться. Сеньор де Вальдепорчена, Пьедраита и Вальдеконеха с 1258, рыцарь ордена Тамплиеров. Собирался уйти в монахи, но был настолько пленён красотой принцессы Кристины Норвежской, невесты одного из своих братьев и дочери Хокона IV, короля Норвегии, что нарушил обет и женился на ней.
- Санчо (1233 — 27 октября 1261), архиепископ Толледо с 1251 (посвящён в 1259)
- Мануэль (1234 — 25 декабря 1283), сеньор де Эльче и Вилена с 1248, сеньор де Эскалона, Санта Олалья, Пеньяфьель, Агреда, Роа и Куэльяр
- Мария (начало 1235 — ок. ноября 1235)

2-я жена: с 1237 Жанна де Даммартен (ок. 1220 — 16 марта 1279), графиня Омаля с 1239, графиня Понтье и Монтрей с 1250, дочь графа Омальского Симона де Даммартена и графини Марии де Понтье
- Фердинанд де Понтье (1238 — до 1264), граф Омальский, барон де Монтгомери и Нуайель-сюр-Мер
- Элеонора (1241 — 28 ноября 1290), графиня Понтье с 1279; муж: с 18 октября 1254 Эдуард I (17/18 июня 1239 — 8 июля 1307), король Англии
- Луис I (1243 — до 20 апреля 1279), сеньор де Марчена и Суэрос в 1253
- Симон (1244 — в младенчестве)
- Хуан (род. и ум. 1246)